# Felipe Severo
Felipe Severo (São Paulo, 24 de agosto de 2000) é um ator brasileiro conhecido pela sua participação na série Um Menino muito Maluquinho. Interpretou o personagem mais jovem de Selton Mello em Meu nome não é Johnny. No SBT, atuou em Amigas e Rivais, Revelação e Vende-se um Véu de Noiva. Em 2012, fecha contrato com a Rede Globo, e atuava na série Louco por Elas, onde faz um garoto que se passa por um internauta de 40 anos. Em 2014, junto com Daniele Valente, co-protagoniza a série De Volta Pra Pista, no Multishow.

## Trabalhos

### Televisão
| Ano  | Série e Novela             | Personagem                    | Emissora   | Notas           |
| ---- | -------------------------- | ----------------------------- | ---------- | --------------- |
| 2006 | Um Menino muito Maluquinho | Menino Maluquinho (de 5 anos) | TVE Brasil | Protagonista    |
| 2007 | Amigas e Rivais            | Zequinha                      | SBT        | Coadjuvante     |
| 2008 | Revelação                  | Caíque Mourão                 | SBT        | Coadjuvante     |
| 2009 | Vende-se um Véu de Noiva   | Quinzinho (Joaquim)           | SBT        | Coadjuvante     |
| 2012 | Louco por Elas             | João Pedro                    | Rede Globo | Coadjuvante     |
| 2014 | De Volta Pra Pista         | Danilo                        | Multishow  | Co-Protagonista |

### Cinema
| Ano  | Filme                 | Personagem       |
| ---- | --------------------- | ---------------- |
| 2007 | Meu Nome Não é Johnny | Johnny (criança) |

### Teatro
| Ano  | Peça                            | Personagem                      |
| ---- | ------------------------------- | ------------------------------- |
| 2006 | Só mais uma história            | Três personagens                |
| 2007 | Escola de Bruxos e Bruxas       | Cabelo de Fogo                  |
| 2010 | Gypsy - Um clássico da Broadway | Charles Moeller/Claudio Botelho |